# Caner Cavlan
Caner Cavlan (Doetinchem, 5 februari 1992) is een Nederlands-Turks profvoetballer die bij voorkeur als linkervleugelverdediger speelt. Hij verruilde medio 2023 Boluspor voor Iğdır FK.

## Carrière

### De Graafschap
Cavlan debuteerde in het seizoen 2011/2012 in het betaald voetbal toen hij het met De Graafschap opnam tegen AZ, een wedstrijd in de Eredivisie. Het was zijn enige wedstrijd in het eerste team dat seizoen. De club degradeerde dat jaar naar de Eerste divisie. Hierin kwam Cavlan in 2012/13 drie keer en in 2013/14 zeven keer uit voor De Graafschap. Gedurende het seizoen 2014/15 had hij een basisplaats en speelde hij op twee na alle competitiewedstrijden, inclusief zes play-offswedstrijden die resulteerden in een terugkeer naar de Eredivisie.

### sc Heerenveen
Cavlan tekende in juni 2015 een contract tot medio 2018 bij sc Heerenveen. Hier debuteerde hij op 11 augustus 2015 in de gewonnen thuiswedstrijd tegen zijn voormalig werkgever De Graafschap (3-1).

### FC Emmen
Op 16 juli 2018 tekende Cavlan een contract bij FC Emmen, dat in het seizoen 2018/19 voor het eerst uitkwam in de Eredivisie. Hij tekende voor één seizoen. Cavlan kreeg een basisplaats en scoorde in 34 wedstrijden vier keer.
Na een seizoen in Oostenrijk gespeeld te hebben, keerde Cavlan voor het seizoen 2020/2021 terug bij de Drentse club.

### Bandırmaspor
Na een seizoen maakte hij een transfer naar Bandırmaspor, uitkomend in het tweede niveau van Turkije, ondanks interesse van onder meer De Graafschap. Hij speelde daar 58 wedstrijden waarin hij tweemaal scoorde en 7 assists wist te maken.

### Iğdır FK
Na twee seizoenen maakte Cavlun de overstap naar Çorum FK, waar hij voor twee jaar tekende. Twee weken later werd echter bekendgemaakt dat hij het seizoen zou beginnen bij Iğdır FK, waar hij eveneens een tweejarig contract tekende. In zijn eerste seizoen promoveerde zijn club naar het tweede niveau.

## Carrièrestatistieken
| Seizoen         | Club            | Land                | Competitie      | Competitie | Competitie | Competitie | Beker | Beker | Beker | Totaal | Totaal | Totaal |
| Seizoen         | Club            | Land                | Competitie      | Wed.       | Dlp.       | Ass.       | Wed.  | Dlp.  | Ass.  | Wed.   | Dlp.   | Ass.   |
| --------------- | --------------- | ------------------- | --------------- | ---------- | ---------- | ---------- | ----- | ----- | ----- | ------ | ------ | ------ |
| 2011/12         | De Graafschap   | Vlag van Nederland  | Eredivisie      | 1          | 0          | 0          | 0     | 0     | 0     | 1      | 0      | 0      |
| 2012/13         | De Graafschap   | Vlag van Nederland  | Eerste divisie  | 3          | 0          | 0          | 0     | 0     | 0     | 3      | 0      | 0      |
| 2013/14         | De Graafschap   | Vlag van Nederland  | Eerste divisie  | 7          | 0          | 0          | 0     | 0     | 0     | 10     | 0      | 0      |
| 2014/15         | De Graafschap   | Vlag van Nederland  | Eerste divisie  | 42         | 7          | 6          | 2     | 0     | 0     | 44     | 7      | 6      |
| 2015/16         | sc Heerenveen   | Vlag van Nederland  | Eredivisie      | 31         | 1          | 3          | 3     | 0     | 1     | 34     | 1      | 4      |
| 2016/17         | sc Heerenveen   | Vlag van Nederland  | Eredivisie      | 7          | 0          | 0          | 2     | 0     | 0     | 9      | 0      | 0      |
| 2016/17         | → Sanliurfaspor | Vlag van Turkije    | 1. Lig          | 12         | 1          | 1          | 2     | 1     | 0     | 14     | 2      | 1      |
| 2017/18         | → Boluspor      | Vlag van Turkije    | 1. Lig          | 11         | 1          | 0          | 4     | 0     | 0     | 15     | 1      | 0      |
| 2018/19         | FC Emmen        | Vlag van Nederland  | Eredivisie      | 34         | 4          | 7          | 2     | 0     | 1     | 36     | 4      | 8      |
| 2019/20         | Austria Wien    | Vlag van Oostenrijk | Bundesliga      | 7          | 0          | 0          | 1     | 0     | 0     | 8      | 0      | 0      |
| 2020/21         | FC Emmen        | Vlag van Nederland  | Eredivisie      | 33         | 0          | 5          | 3     | 0     | 1     | 36     | 0      | 6      |
| 2021/22         | Bandırmaspor    | Vlag van Turkije    | 1. Lig          | 34         | 1          | 4          | 1     | 0     | 0     | 35     | 1      | 4      |
| 2022/23         | Bandırmaspor    | Vlag van Turkije    | 1. Lig          | 23         | 1          | 3          | 0     | 0     | 0     | 23     | 1      | 3      |
| 2023/24         | Iğdır FK        | Vlag van Turkije    | 2. Lig          | 33         | 3          | 3          | 0     | 0     | 0     | 33     | 3      | 3      |
| 2024/25         | Iğdır FK        | Vlag van Turkije    | 1. Lig          | 25         | 0          | 8          | 0     | 0     | 0     | 25     | 0      | 8      |
| 2025/26         | Iğdır FK        | Vlag van Turkije    | 1. Lig          | 1          | 0          | 0          | 0     | 0     | 0     | 1      | 0      | 0      |
| Carrière totaal | Carrière totaal | Carrière totaal     | Carrière totaal | 304        | 19         | 40         | 20    | 1     | 3     | 327    | 20     | 43     |

Bijgewerkt tot en met 10 augustus 2025.